# Neiva B Monitor
Die Neiva B Monitor ist ein Segelflugzeug des brasilianischen Herstellers Indústria Aeronáutica Neiva.

## Geschichte und Konstruktion
Die B Monitor wurde nach dem Krieg auf Grund einer Anforderung für die brasilianischen Aeroclubs entwickelt. Jose Carlos de Barros Neiva entwarf auf Basis des damals in Brasilien verbreiteten Grunau Baby ein Segelflugzeug, das die besten Eigenschaften des Ausgangsmodells beibehalten sollte. Das Flugzeug war ein Schulterdecker mit abgestrebten Tragflächen und einem zweisitzigen Tandemcockpit, wobei der hintere Platz sich quasi in bzw. unter den Tragflächen befand. Der Rumpf und die Tragflächen bestanden aus einem Holzgerüst, wobei die Tragflächenvorderkanten mit Sperrholz beplankt waren. Der Rumpf war als Halbschalenkonstruktion aus Holz gefertigt, wobei zur Befestigung der Tragflächen Stahlrohre verwendet wurden. Das Modell verfügte über eine Gleitkufe sowie ein daran anschließendes Rad. Es wurden lediglich 20 Exemplare gebaut.

## Versionen
- Neiva B Modifikator – Im Jahre 1959 versuchte Neiva, eine überarbeitete Version als B Modifikator auf den Markt zu bringen. Diese Maschine verfügte über einen anderen Bug und der Rumpf war aus mit Stoff bespannten, geschweißten Stahlrohren gefertigt.[2]

## Technische Daten
| Kenngröße              | Daten                |
| ---------------------- | -------------------- |
| Besatzung              | 1                    |
| Passagiere             | 1                    |
| Länge                  | 7,1 m                |
| Spannweite             | 15,86 m              |
| Höhe                   | 1,13 m               |
| Flügelfläche           | 18,4 m²              |
| Flügelstreckung        | 13,7                 |
| Gleitzahl              | 18 bei 67 km/h       |
| Geringstes Sinken      | 0,78 m/s bei 55 km/h |
| Leermasse              | 215 kg               |
| max. Startmasse        | 375 kg               |
| Höchstgeschwindigkeit  | 145 km/h             |
| Mindestgeschwindigkeit | 52 km/h              |